# Würm (jeu de rôle)
Pour les articles homonymes, voir Wurm.
Würm est un jeu de rôle historique français conçu par Emmanuel Roudier et édité en 2011 par les éditions Icare. Le jeu propose de jouer durant la Préhistoire de façon réaliste, mais laisse ouverte la possibilité d'inclure quelques éléments fantastiques.
Avant sa publication professionnelle, une version antérieure du jeu était disponible sur internet, librement mise à disposition par l'auteur. Une seconde édition est publiée par Black Book Éditions en mars 2020.

## Univers
Würm se déroule pendant la Glaciation de Würm et implique les peuplades préhistoriques de l'époque. Il est possible d'incarner des Homo sapiens (« Hommes longs ») ou des hommes de Néandertal (« Hommes-ours »).

## Conception et histoire éditoriale
Emmanuel Roudier commence à concevoir un jeu de rôle sur table situé dans la Préhistoire au cours des années 1990. La première version du jeu est un jeu amateur que l'auteur publie gratuitement sur le site de jeux de rôle La Cour d'Obéron.
La première édition professionnelle de Würm est publiée en 2011 aux éditions Icare. 
Les éditions Icare cessent leurs activités et leurs différents jeux sont repris en tant que collection au sein des éditions Black Book Éditions en janvier 2017.
Une seconde édition est publiée par Black Book Éditions en mars 2020 à l'issue d'une campagne de financement participatif en février 2020 qui finance le livre de base, l'écran et un supplément inédit, Terres ancestrales.
En mars 2021, Emmanuel Roudier annonce sur la page facebook du jeu que, concernant le développement de la gamme Würm, trois sagas – déjà écrites et mises en pages mais en cours d'illustration – sont en préparation et devraient faire l'objet d'un financement participatif conjoint en fin d'été ou bien à l’automne 2021 : Les Enfants de la rivière, Cristal d'orage et La Grâce du Cygne. La première permettant d'incarner des Hommes-ours, la seconde des Hommes longs et la troisième constituant la suite de la saga du Cygne Noir. Ces trois campagnes sortent en février 2022 et sont disponibles en boutiques au début du mois de mars de la même année.

## Récompenses
- Würm a reçu le Prix du Ã 2009, décerné par la FFJdR[6].
- Würm a reçu le Grog d'or 2012, décerné par le Guide du Rôliste Galactique[7].

## Gamme

### Première édition (éditions Icare)
- Würm, Éditions Icare (juin 2011)  (ISBN 978-2-917475-22-5). Livre de base.
- La Voix des Ancêtres N°1, Éditions Icare (janvier 2013)  (ISBN 978-2-917475-65-2). Écran.
- La Voix des Ancêtres N°2, Éditions Icare (janvier 2013)  (ISBN 978-2-917475-66-9). Recueil de scénarios.
- Dés, Éditions Icare (avril 2014). Accessoire.

### Deuxième édition (Black Book Éditions)
- Würm, deuxième édition, Black Book Éditions (mars 2020)  (ISBN 978-2-36328-840-0). Livre de base.
- Würm, deuxième édition limitée, Black Book Éditions (mars 2020)  (ISBN 978-2-36328-842-4). Livre de base.
- Écran du MJ et Livret d'Aventures, Black Book Éditions (avril 2020)  (ISBN 978-2-36328-848-6). Écran et recueil de scénarios.
- Dossier de Personnage, Black Book Éditions (mai 2020)  (ISBN 978-2-36328-850-9). Accessoire.
- Terres Ancestrales, Black Book Éditions (mai 2020)  (ISBN 978-2-36328-844-8). Supplément de contexte.
- La Grâce du cygne, Black Book Éditions (février 2022)  (ISBN 978-2-38227-114-8). Saga 1.
- Cristal d'orage, Black Book Éditions (février 2022)  (ISBN 978-2-38227-115-5). Saga 2.
- Les Enfants de la rivière, Black Book Éditions (février 2022)  (ISBN 978-2-38227-116-2). Saga 3.
- Aides de jeu des sagas, Black Book Éditions (février 2022)  (ISBN 978-2-38227-120-9). Pack d’aides de jeu.